# Juste Chevillet
Juste Chevillet (1729-1802) est un graveur français originaire du Brandebourg.

## Biographie
Juste Chevillet est né en 1729 à Francfort-sur-l'Oder. Il étudie la gravure à Berlin auprès de Georg Friedrich Schmidt. Il s'installe ensuite à Paris vers 1750, pour terminer ses études en techniques de gravure auprès de Johann Georg Wille, qui a épousé sa sœur. 

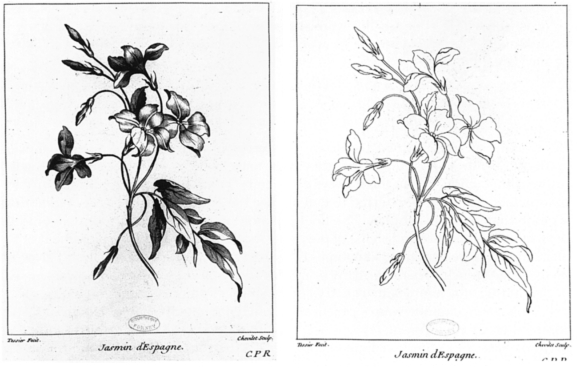
Jasmin d'Espagne, gravure d'après Tessier.

Le Livre de Principes de Fleurs, un album non daté de gravures de fleurs signé Chevillet d'après des dessins de Louis Tessier (1719-1781) est probablement publié quelque temps après 1755. Cet album est utilisé comme source de décorations pour les travaux de marqueterie exécutés par Jean-Henri Riesener. D'autres ébénistes ont recours à ces gravures pour leurs travaux de marqueterie, dont Jean-Pierre Latz (en), Jean-François Oeben, Roger Vandercruse, Abraham Roentgen (en) (1711–1793) et son fils David (1743-1807). Le premier exemple daté de cette marqueterie est un bureau à roulettes de 1769 pour le roi Louis XV estampillé Riesener et Oeben.
Chevillet est l'auteur de la gravure du frontispice de l'Histoire naturelle de Buffon, représentant le portrait de ce dernier d'après François-Hubert Drouais ; il grava également d'après Jacques de Sève une partie des illustrations destinées au premier volume de l'« Histoire des quadrupèdes », et pour d'autres volumes, parus entre 1761 et 1789. 
Parmi ses autres travaux, on compte un portrait gravé représentant Benjamin Franklin, d'après une huile de Joseph-Siffrein Duplessis ; elle a été exécutée à partir de l'original appartenant à Jacques-Donatien Le Ray de Chaumont qui avait hébergé Franklin à l'hôtel Valentinois à Passy. Chevillet a également produit un portrait gravé de George Washington d'après un dessin de Michel-Honoré Bounieu.
Il vivait à Paris en 1795, où il meurt selon les sources soit en 1800, soit en 1802.
Il eut pour élève Carlo Antonio Porporati qui était passé brièvement par l'atelier de Wille.